# Orphée (réacteur)
Pour les articles homonymes, voir Orphée (homonymie).
Orphée (pour Outil pour la Recherche en PHysique de l'État condensE) est un ancien réacteur nucléaire de recherche du centre CEA de Saclay,. D’une puissance de 14 mégawatts, il s’agissait d’un réacteur nucléaire de type « piscine », dont la vocation première était de produire des faisceaux de neutrons pour les études sur les matériaux et les combustibles nucléaires.
Le réacteur Orphée a été construit de 1976 à 1980 par le CEA et la société Technicatome sur le modèle du Réacteur à Haut Flux (RHF) mis en service à Grenoble en 1971. La première divergence d’Orphée a été réalisée le 19 décembre 1980. Orphée a réellement atteint sa vitesse de croisière en 1985.
Le cœur du réacteur, constitué d’éléments combustibles à plaques d’uranium enrichi à 93%, était placé au centre d’une cuve d’eau lourde qui modèrait les neutrons. Le cœur et la cuve d’eau lourde étaient immergés dans une piscine remplie d’eau légère déminéralisée qui assurait le refroidissement du cœur. Le tout était situé dans l’enceinte du bâtiment réacteur.
Orphée disposait de trois diffractomètres pour des expériences de diffraction de neutrons, et d’un banc de neutronographie. Orphée était utilisé par les chercheurs du Laboratoire Léon Brillouin (LLB).
Orphée produisait en quantités limitées des radio-isotopes à usage médical ainsi que du silicium dopé de haute qualité.
En juillet 2003, le CEA avait annoncé prévoir la fermeture du réacteur Orphée pour 2006. En février 2004, le personnel du LLB dénonce des restrictions budgétaires ministérielles, qui auraient conduit ses tutelles, le CEA et le CNRS à réduire le budget du réacteur Orphée. Le synchrotron Soleil a été mis en service à quelques centaines de mètres d’Orphée en 2006.
L’ex-réacteur Orphée et ses installations constituent l’Installation nucléaire de base no 101.
Selon les scientifiques de Saclay, Orphée aurait pu encore fonctionner jusqu’en 2026. Cependant, compte tenu des complications liées à l’approvisionnement de combustible, son arrêt définitif fut prévu pour fin 2019, date correspondant à son réexamen décennal de sûreté. Le réacteur a finalement été arrêté le mardi 29 octobre 2019.